# Цезарево (Московская область)
Цезарево — деревня в Можайском районе Московской области в составе Юрловского сельского поселения. Численность постоянного населения по Всероссийской переписи 2010 года — 103 человека. До 2006 года Цезарево входило в состав Юрловского сельского округа.
Деревня расположена в южной части района, у границы с Калужской областью, на правом берегу реки Берега (приток Протвы), примерно в 27 км к юго-западу от Можайска, высота центра над уровнем моря 212 м. Ближайшие населённые пункты — Волосково, Шеляково, Корытцево, Дурнево и Кутлово. Через деревню проходит региональная автодорога 46К-1130 Уваровка — Можайск.